# Subsessor bocourti
Subsessor bocourti is een van slang uit de familie waterdrogadders (Homalopsidae).

## Naam en indeling
De wetenschappelijke naam van de soort werd voor het eerst voorgesteld door Giorgio Jan in 1865. Oorspronkelijk werd de wetenschappelijke naam Hypsirhina bocourti gebruikt. Het geslacht Subsessor werd beschreven door John C. Murphy en Voris in 2014. De slang werd lange tijd tot het geslacht Enhydris gerekend, waardoor de naam Enhydris bocourti veel in de literatuur wordt gebruikt.
De soortaanduiding bocourti is een eerbetoon aan de natuuronderzoeker Marie Firmin Bocourt (1819 - 1904).

## Uiterlijke kenmerken
De slang bereikt een lichaamslengte tot 1,1 meter, het lichaam is relatief dik. De grote, stompe kop is niet duidelijk te onderscheiden van het lichaam door het ontbreken van een duidelijke insnoering. De slang heeft 27 rijen schubben in de lengte op het midden van het lichaam en 123 tot 132 schubben aan de buikzijde. Onder de staart zijn 32 tot 47 gepaarde staartschubben aanwezig, ook de anale schub is gepaard.

## Levenswijze
De vrouwtjes zetten geen eieren af maar zijn eierlevendbarend, de jongen komen levend ter wereld. Er worden ongeveer vijftien tot 20 jongen per keer geboren, zij hebben een lichaamslengte van ongeveer 22 centimeter.

## Verspreiding en habitat
De soort komt voor in delen van Azië en leeft in de landen Maleisië, Cambodja, Thailand, Vietnam en mogelijk in China. De habitat bestaat uit draslanden, rivieren, meren en andere permanente wateren. De soort is aangetroffen van zeeniveau tot op een hoogte van ongeveer 200 meter boven zeeniveau.

## Beschermingsstatus
Door de internationale natuurbeschermingsorganisatie IUCN is de beschermingsstatus 'veilig' toegewezen (Least Concern of LC).